# Gestas y opiniones del doctor Faustroll, patafísico
Gestas y opiniones del doctor Faustroll, patafísico subtitulada como Novela neo-científica (en francés: Gestes et opinions du docteur Faustroll, pataphysicien), publicada en 1911, es una novela póstuma escrita por Alfred Jarry en 1898. Fue publicada cuatro años después de la muerte del autor.
Esta novela y Ubú Rey son las obras más representativas del autor y es la precursora de la patafísica.

## Estructura
El libro consta de ocho partes o capítulos subtitulados de la siguiente manera:
- Introducción
- Elementos de patafísica
- De París a París por mar, o el Robinson belga
- Cefalorgía
- Oficialmente
- En casa de Lúculo
- Khurmookum
- Éternidad

## Trama

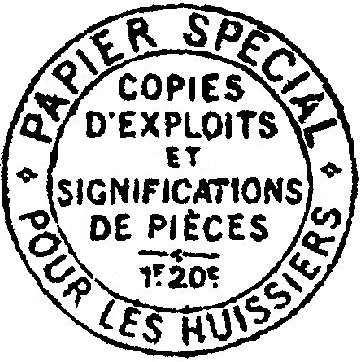
Sello del notario Panmuphle, presente en el libro

El libro describe las aventuras del doctor Faustoll, nacido a los 63 años y pionero de la patafísica, disciplina que trata «las leyes que gobiernan las excepciones y explicarán el universo adicional a este». 
La historia comienza con el desalojo de su residencia y se va alternando en una suerte de trama azarosa acompañado por un babuino llamado Bosse-de-Nage que repite siempre «Ah-ah». 
El desarrollo está cargado de referencias filosóficas o incluso matemáticas, ello sumado al lenguaje absurdo en ocasiones, hace que la obra tenga un fuerte carácter dadaísta.